# Bedford OXA
Der Bedford OXA war ein improvisierter britischer Panzerwagen im Zweiten Weltkrieg, der durch die Montage eines gepanzerten Aufbaus auf ein Bedford OXD 1,5 tn. l.-Lkw-Fahrgestell im Jahre 1940 entstand. Er wurde dabei nicht als Panzerwagen (englisch: Armoured Car), sondern als „Gepanzerter Lastwagen“ (englisch: Armoured lorry) bezeichnet. Er war das meistgebaute Fahrzeug dieses Typs und wurde von der British Home Guard bis 1942 genutzt.

## Geschichte
Der Bedford OXA war eine Antwort der britischen Armee während der zweijährigen Krise 1940 bis 1941 auf die in jenen Jahren nach dem Westfeldzug drohende Gefahr einer Invasion der britischen Insel seitens der deutschen Wehrmacht (Unternehmen Seelöwe), die jedoch letztlich nicht stattfand. Dazu wurde das Fahrgestell eines vierrädrigen Lkw vom Typ Bedford OXD von 1,5 tn. l. Nutzlast und Standardantrieb (4×2) mit einem ziemlich großen und hoch bauenden leicht gepanzerten Aufbau ausgestattet.
Die Hauptbewaffnung bestand aus einer Boys-Panzerbüchse vom Kaliber 13,97 mm, die Nebenbewaffnung aus einem 7,7-mm-Bren-Maschinengewehr sowie diversen weiteren Handwaffen. Die Panzerung betrug maximal 9 mm, wobei auch der Kühler an der Fahrzeugfront sowie die Räder der Hinterachse eine Verkleidung in Form einer Panzerplatte erhielten. Interessant ist dabei, dass der leichte Panzerwagen auf Pkw-Basis Standard Beaverette mit bis zu 11 mm eine geringfügig stärkere Panzerung aufwies.
Aufgrund des fehlenden Allradantriebs und des hohen Gewichts bei recht geringer Motorleistung war das Fahrzeug praktisch nicht geländegängig und daher auf befahrbare Straßen angewiesen. Andererseits verfügte es mit 480 km über eine recht große Reichweite. Der OXA stellte dabei durchaus eine Parallele zu den im Ersten Weltkrieg eingesetzten Straßenpanzerwagen des Deutschen Heeres dar. Es wurde als „Armoured Lorry“ (gepanzerter Lastwagen) von der British Home Guard noch bis 1942 eingesetzt.
Der Bedford OXA wurde in insgesamt 948 Exemplaren gebaut und war damit das meistgebaute improvisierte Panzerfahrzeug seiner Art.

## Einsatz
Wie einige andere eher improvisierte britische Panzerfahrzeuge der Home Guard aus jener frühen Kriegszeit sah auch der Bedford OXA auf dem heimischen Boden keinen Einsatz gegen feindliche Kräfte, da das von der Wehrmacht geplante amphibische Landeunternehmen gegen die britische Insel letztlich nicht stattfand.
Der tatsächliche Kampfwert dieses Fahrzeugs wäre dabei gering gewesen, insbesondere die schwache Bewaffnung hätte gegen einen Angriff mit Panzern wie zum Beispiel beim Westfeldzug nur wenig ausrichten können. Allenfalls wäre der OXD als Patrouillenfahrzeug oder gegen Infanterie sinnvoll einsetzbar gewesen.